# Anniversaire officiel du roi
Anniversaire officiel de la reine
 (janvier 2019).
Si vous disposez d'ouvrages ou d'articles de référence ou si vous connaissez des sites web de qualité traitant du thème abordé ici, merci de compléter l'article en donnant les références utiles à sa vérifiabilité et en les liant à la section « Notes et références ».

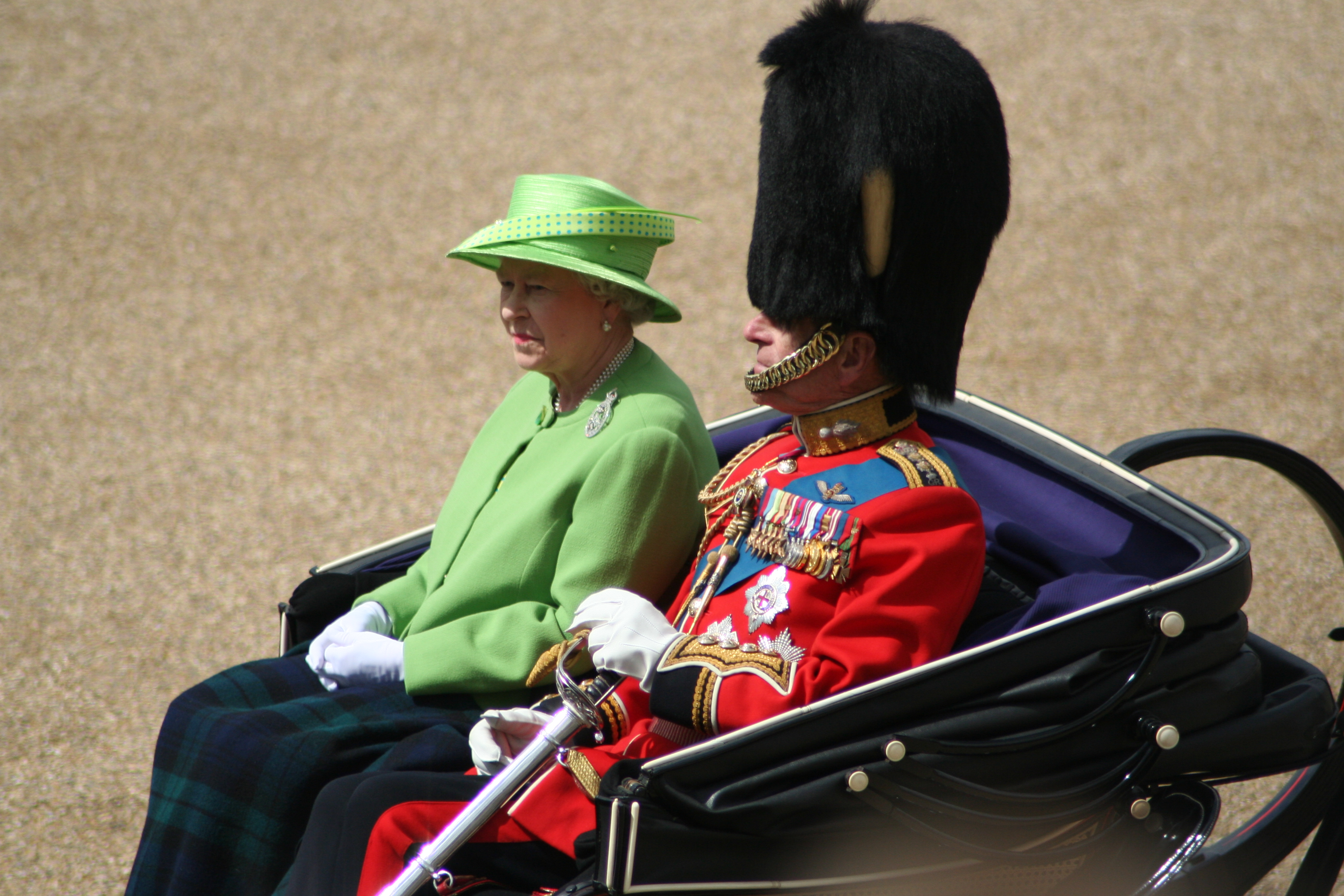
La reine et le duc d'Édimbourg au Queen's Official Birthday parade 2007 Trooping the Colour, 16 juin 2007

L'anniversaire officiel du roi (ou de la reine) est le jour choisi dans certains royaumes du Commonwealth où l'anniversaire du monarque (actuellement Charles III) est officiellement célébré dans ces pays. L'anniversaire du souverain a été officiellement marqué pour la première fois au Royaume-Uni en 1748, pour le roi George II. 
Depuis lors, la date anniversaire du roi ou de la reine a été déterminée dans tout l'Empire britannique, puis dans le Commonwealth des Nations, soit par proclamations royales du souverain ou du gouverneur, soit par des lois adoptées par le parlement local.
La date de la célébration aujourd'hui varie selon les pays et est généralement fixée vers la fin mai ou le début juin, afin de coïncider avec une probabilité plus élevée de beau temps dans l'hémisphère nord pour les cérémonies en plein air, plutôt qu'avec l'anniversaire du monarque, celui du monarque actuel étant le 14 novembre. Dans certains cas, il s’agit d’un jour férié officiel, s’alignant parfois avec la célébration d’autres événements.
La plupart des royaumes du Commonwealth publient actuellement une liste des honneurs de l'anniversaire du monarque.